# Cloruro peroxidasa
La cloruro peroxidasa (CPO) o cloroperoxidasa es una enzima que cataliza la formación de enlaces estables C-Cl. También es capaz de oxidar los aniones bromuro y ioduro. Las enzimas de este tipo son o bien del tipo hemo-tiolato (contienen el grupo heme) o bien contienen vanadato. Catalizan la reacción:

## Tipos de cloroperoxidasas
Un ejemplo del tipo heme-tiolato es la enzima secretada por el hongo ascomiceto Leptoxyphium fumago. Esta enzima cataliza la producción de ácido hipocloroso tranfiriendo un oxígeno desde el H2H2 hacia un anión cloruro. Mientras que en un sitio catalítico separado cataliza la cloración de sustratos alifáticos y aromáticos activados, por medio del HClO y sus especies cloradas derivadas. En ausencia de halógenos, muestra actividad peroxidasa (por ejemplo para catalizar la oxidación del fenol) y peroxigenasa. Esta última actividad permite por ejemplo insertar oxígeno desde el H2H2, en una cadena de estireno (epoxidación de cadena lateral) o en una molécula de tolueno (hidroxilación bencílica). Sin embargo estas actividades son menos pronunciadas que su actividad con los halógenos. Posee una pequeña actividad con sustratos no activados tales como anillos aromáticos, éteres o alcanos saturados. 
La cloroperoxidasa producida por el hongo ascomiceto Curvularia inaequalis es un ejemplo de una cloroperoxidasa con vanadio, y se encuentra emparentada con la bromuro peroxidasa (EC 1.11.1.18). Esta enzima contiene vanadato y es capaz de oxidar el cloruro, bromuro y yoduro en sus respectivos hipohaloácidos. En ausencia de halógenos, es capaz de peroxigenar sulfuros orgánicos y oxidar el ABTS ( [ácido 2,2'-azinobis(3-etilbenzotiazolina-6-sulfónico] pero no actúa sobre los fenoles.
Algunos organismos que expresan estas enzimas son: Aspergillus niger, Bazzania trilobata, Curvalaria inaequalis, Leptoxyphium fumago y Streptomyces toyocaensis.

## Características
- Introduce el grupo cloruro en un amplio rango de moléculas orgánicas, formando enlaces C-Cl estables.
- Cataliza la producción de ácido hipocloroso transfiriendo un átomo de oxígeno del agua oxigenada al cloro. Es decir, también tiene acción peroxigenasa con el cloro.
- También oxida el bromo y el yodo.
- En sitios activos separados procede a clorar sustratos alifáticos y aromáticos, vía HCLO y especies cloradas derivadas.
- En la ausencia de haluros, muestra actividad peroxidasa (oxidación del fenol) y actividad peroxigenasa. Esta última introduce un átomo de oxígeno del agua oxigenada en el estireno (epoxidación) y tolueno (hidroxilación), aunque con actividad mucho menos pronunciada que su actividad con los haluros.
- Tiene poca actividad con sustratos no activados como anillos aromáticos, éteres o alcanos saturados.
- Las enzimas de este tipo son proteínas heme-tiolato, o contienen vanadio. Así, la enzima producida por la Leptoxyphium fumago es un ejemplo de proteína heme-tiolato. Por ejemplo, la enzima de la Curvalaria inaequalis es un ejemplo de vanadio cloroperoxidasa y está relacionada con la bromuro peroxidasa.